# Distretto di Borikhane
Il distretto di Borikhane è uno dei sei distretti (mueang) della provincia di Bolikhamxai, nel Laos. Ha come capoluogo la città di Borikhane. Si trova nel centro-sud del paese, vicino al fiume Nam Kading, un affluente del Mekong, e al confine con la Thailandia e il Vietnam.